# Township
 For alternative betydninger, se Township (flertydig). (Se også artikler, som begynder med Township)
Townships er ghettoagtige slumkvarterer i Sydafrika oprettet i apartheidperioden som led i regimets del og hersk-politik. Townships blev som regel lagt et stykke fra byerne og i tilknytning til de industriområder, hvor beboerne skulle arbejde.
Den vel nok mest kendte township er Soweto ved Johannesburg.

## Referecer
1. ↑  Pettman, Charles (1913). Africanderisms; a glossary of South African colloquial words and phrases and of place and other names. Longmans, Green and Co. s. 298.
2. ↑  International Encyclopedia of the Social Sciences (PDF). s. 406.{{cite book}}:  CS1-vedligeholdelse: url-status (link)